# ليطمئن قلبي
ليطمئن قلبي هو من أواخر كتب المفكر التونسي محمد الطالبي. وقد صدر الجزء الأول منه تحت عنوان «قضية الإيمان».
- صدر هذا الكتاب عن دار سراس للنشر، تونس في أكتوبر/تشرين الأول 2007، في حجم متوسط وفي 294 ص.
- يتكون الكتاب من توطئة عنوانها «طلب الحقيقة عين الحداثة وغايتها»، وعشرة فصول، وخاتمة.
- تهجم محمد الطالبي في هذا الكتاب على ما أسماه «الانسلاخسلامية» تحاشيا منه استعمال مصطلح الردة حيث أنه يرفض «حكم الردة لتناقضه مع القرآن» (ص 12). وفي هذا الإطار ركز هجومه على مفكرين اثنين هما الفرنسي من أصل جزائري محمد أركون والتونسي عبد المجيد الشرفي، كما تهجم على البابا بنوان 16.
- أثار هذا الكتاب وما يزال جدلا حادا على أعمدة الصحافة التونسية بين مؤيد لمحمد الطالبي ومعارض له، ومن أهم من أيده المفكر التونسي أبو يعرب المرزوقي والمسؤول السابق على مصلحة الرقابة أنس الشابي (انظر جريدة الصباح بتاريخ 11 ماي/أيار 2008)... في حين عارضه آخرون من بينهم أحميدة النيفر أحد مؤسسي الإسلاميين التقدميين، وعدد آخر من طلبة الشرفي.